# Taenala adumbrata
Taenala adumbrata là một loài bọ cánh cứng trong họ Chrysomelidae. Loài này được Silfverberg miêu tả khoa học năm 1978.